# May (rod)
May, rod pauka (Araneae) iz porodice Sparassidae otkriven u rujnu 2015. godine.  Otkrivene su četiri nove vrste, i to jedna u Južnoafričkoj Republici, M. bruno, i tri u Namibiji, M. ansie, M. norm i M. rudy.
Otkrivači Peter Jäger i Henrik Krehenwinkel nakon što su ustanovili da nijedna od četiri vrste new pripada nijednom poznatom rodu, opisali su novi rod u časopisu Afričkih beskralježnjaka (African Invertebrates).
Rod se odlikuje dlačicama po nogama radi lakšeg kretanja po vrelom pijesku. To su brze noćne životinje koje većinu vremena provode u tunelima u pijesku.
Najveća i tipična vrsta je May bruno, dug 3 centimetara (1 inč) s rasponom nogu od 8 cm (3 inča).